# Paraplyen
Paraplyen er en novellesamling skrevet af Tove Ditlevsen. Først udgivet af Steen Hasselbalchs Forlag i 1952.

## Bogen indeholder 10 noveller
- Paraplyen
- Katten
- Min kone danser ikke
- Hans mor
- Nattens dronning
- En morgen i et villakvarter
- En flink dreng
- Det stædige liv
- Aften
- Depression

### Hans mor
Den fjerde novelle Hans mor er en kritik af Ebbe Munks mor, Ingeborg Køster. Tove var gift med Ebbe fra 1942-45, som i novellen omtales Asger. En af hendes skilsmissegrunde var, at Ebbes mor syntes, hun skulle vaske hans undertøj, men det ville hun ikke - det kunne han selv gøre. Toves far var vred på Tove, fordi hun offentligt rakkede ned på Ingeborg.